# A szeretet napja (1458)
A szeretet napját (angolul: Love Day) 1458. március 24-én tartották Angliában a rózsák háborújában szemben álló felek, hogy békülést mutassanak.
A szeretet napja VI. Henrik kísérlete volt arra, hogy ismét egységesítse birodalmát és a harcban álló főúri családokat. A király abban reménykedett, hogy sikerül kibékítenie az első Saint Albans-i csatában meggyilkolt Lancaster-párti urak – Edmund Beaufort, Somerset hercege és Henry Percy, Northumberland grófja – utódait az apjuk haláláért felelős York-házi urakkal, Plantagenet Richárd yorki herceggel, Richard Neville-lel, Warwick grófjával és apjával Salisbury grófjával.
Az ország nemessége ekkorra már két részre szakadt, és a trónért vetélkedő két nagy család mögött sorakozott fel. A Lancaster-pártiak arra készültek, hogy fegyverrel vesznek elégtételt Saint Albansért. Londonba ők és a Yorkok is hatalmas kísérettel, több ezer fegyveressel érkeztek. A király közvetítésével végül sikerült egy kártérítési egyezményt elfogadniuk, és ennek megünneplésére tartották a szeretet napját, amelyen Anjou Margit Yorkba és Salisburybe karolva vonult a király mögött. A kibékülés mindazonáltal rövid életű volt, 1459-ben már ismét a leszámolásra készültek a felek.